# Ruppertskirchen (Altomünster)
Ruppertskirchen – im Volksmund „Schupfaloach“ genannt – ist ein Weiler und Ortsteil des Marktes Altomünster im oberbayerischen Landkreis Dachau.

Er gehört zur Gemarkung Oberzeitlbach.

## Geographie
Ruppertskirchen liegt auf einer Höhe von etwa 480 m ü. NN, besteht aus neun Wohngebäuden und hat derzeit ca. 20 Einwohner.

## Geschichte
Erstmals erwähnt wird Ruppertskirchen im Jahr 815 als „in loco Hrodperhtes ecclesia“, was übersetzt „im Ort der Ruodprechtskirche“ bedeutet. Hierbei geht der Name „Rupert“ bzw. „Ruprecht“ vermutlich auf den Gründer der bis 1803 bestehenden Kirche St. Johannes der Täufer zurück.
Während des Dreißigjährigen Krieges wurde die gesamte Siedlung bis auf die erwähnte Kirche abgebrannt. Besiedelt wurde der Ort erst wieder ab 1807.
Ruppertskirchen gehörte seit jeher zur selbständigen Gemeinde Oberzeitlbach im oberbayerischen Landkreis Aichach. Am 1. Juli 1972 kamen im Zuge der Gebietsreform in Bayern Oberzeitlbach und seine Ortsteile zum ebenfalls oberbayerischen Landkreis Dachau. Am 1. Januar 1976 wurde Oberzeitlbach in den Markt Altomünster eingemeindet.